# Fredericksburg (Iowa)
Fredericksburg – miasto w Stanach Zjednoczonych, w stanie Iowa, w hrabstwie Chickasaw. W 2000 roku liczyło 984 mieszkańców.